# شهروندان افتخاری ایالات متحده آمریکا

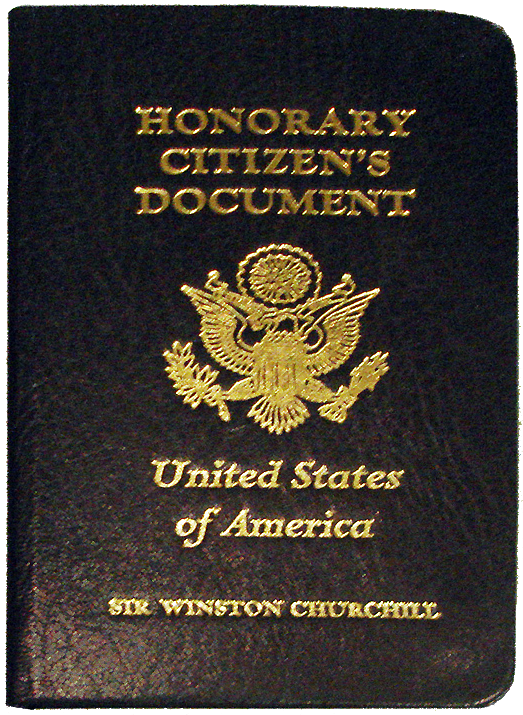
گذرنامه افتخاری وینستون چرچیل

شهروند افتخاری ایالات متحده آمریکا عنوانی است افتخاری که می‌تواند از طریق تصویب مستقیم کنگره یا اجازه کنگره به رئیس‌جمهور به افراد غیرآمریکایی اعطا شود. این عنوان تاکنون به هشت نفر اعطا شده.

## دریافت کنندگان
۱- ۱۹۶۳: وینستون چرچیل نخست‌وزیر اسبق بریتانیا.
۲- ۱۹۸۱: رائول والنبرگ دیپلمات سوئدی که نزدیک به ۱۰۰ هزار یهودی مجار را در زمان جنگ جهانی دوم از دست نازی‌ها نجات داد.
۳ و ۴- ۱۹۸۴: ویلیام پن بنیانگذار پنسیلوانیا و همسر دومش هانا کالویل پن.
۵- ۱۹۹۶: مادر ترزا نیکوکار اهل آلبانی.
۶- ۲۰۰۲: ژیلبر دو موتیه دو لافایت قهرمان فرانسوی جنگ انقلاب آمریکا.
۷- ۲۰۰۹: کازیمیر پولاسکی نظامی لهستانی کشته شده در جنگ انقلاب آمریکا.
۸- ۲۰۱۴: برناردو د گالوز قهرمان اسپانیایی جنگ انقلاب آمریکا.